# Mohamed Amer
Mohamed Amer (nascido em 12 de dezembro de 1987) é um handebolista egípcio que integrou a seleção egípcia nos Jogos Olímpicos de Verão de 2016 no Rio de Janeiro, onde a equipe ficou em nono lugar. Atua como ponta-direita e joga pelo clube Al Ahly.